# Liste der Auslandsreisen von Ignazio Cassis als Vorsteher des Eidgenössischen Departements für auswärtige Angelegenheiten
Die Liste der Auslandsreisen von Ignazio Cassis als Vorsteher des Eidgenössischen Departements für auswärtige Angelegenheiten enthält alle offiziellen Auslandsreisen, die dieser seit seinem Amtsantritt am 1. November 2017 durchgeführt hat.

## Liste der Auslandsbesuche

### 2017
| Datum        | Ort                 | Hauptgrund |
| ------------ | ------------------- | --- |
| 21. November | Rom ( Italien)      | Treffen mit dem italienischen Aussenminister Angelino Alfano |
| 7. Dezember  | Wien ( Österreich)  | - Teilnahme am Ministerrat der Organisation für Sicherheit und Zusammenarbeit in Europa (OSZE) - Treffen mit dem russischen Aussenminister Sergei Lawrow, dem ukrainischen Aussenminister Pawlo Klimkin, dem niederländischen Aussenminister Halbe Zijlstra und dem österreichischen Aussenminister Sebastian Kurz |
| 19. Dezember | Paris ( Frankreich) | Treffen mit dem französischen Aussenminister Jean-Yves Le Drian |

### 2018
| Datum                 | Ort                                     | Hauptgrund |
| --------------------- | --------------------------------------- | --- |
| 22. Februar           | Berlin ( Deutschland)                   | Treffen mit dem deutschen Aussenminister Sigmar Gabriel |
| 2. und 3. April       | Peking und Xi’an ( Volksrepublik China) | - Treffen mit dem chinesischen Aussenminister Wang Yi - Besuch eines Projekts zur Verringerung von Schadstoffemissionen in China                                                                            |
| 4. und 5. April       | Ulaanbaatar ( Mongolei)                 | - Treffen mit dem mongolischen Aussenminister Damdiny Tsogtbaatar - Höflichkeitsbesuch beim mongolischen Präsidenten Chaltmaagiin Battulga                                                                  |
| 13. bis 15. Mai       | Amman, Gerasa und Petra ( Jordanien)    | - Teilnahme an der Eröffnung der Schweizer Botschaft in Amman - Treffen mit dem jordanischen Aussenminister Ayman Safadi - Besuch eines palästinensischen Flüchtlingslagers - Besuch der Ruinenstätte Petra |
| 9. bis 12. August     | Noida, Neu-Delhi, Varanasi ( Indien)    | - Besuch des vom Schweizer Architekten Mario Botta entworfenen Bürogebäudes von Tata Consultancy Services - Treffen mit der indischen Aussenministerin Sushma Swaraj                                        |
| 23. August            | Salzburg ( Österreich)                  | Treffen mit EU-Kommissar Johannes Hahn |
| 9. und 10. September  | Hermannstadt und Bukarest ( Rumänien)   | - Treffen mit Vertretern der deutschsprachigen Minderheit in Rumänien - Treffen mit Aussenminister Teodor Meleșcanu und Premierministerin Viorica Dăncilă                                                   |
| 11. September         | Sofia ( Bulgarien)                      | - Treffen mit Vize-Premierministerin und Aussenministerin Ekaterina Sachariewa - Besuch eines Projekts für Berufsbildung                                                                                    |
| 24. bis 26. September | New York City ( Vereinigte Staaten)     | Teilnahme an der Generalversammlung der Vereinten Nationen |

### 2019
| Datum                 | Ort                                                        | Hauptgrund |
| --------------------- | ---------------------------------------------------------- | --- |
| 8. Januar             | Kitwe und Lusaka ( Sambia)                                 | - Besuch der Mopani Copper Mines - Unterzeichnung eines Luftverkehrabkommens - Treffen mit Präsident Edgar Lungu |
| 9. Januar             | Harare ( Simbabwe)                                         | Besuch eines von der Ruedi Lüthy Foundation betriebenen Spitals |
| 10. Januar            | Durban und Kapstadt ( Südafrika)                           | Treffen mit dem Minister für Staatsbetriebe Pravin Gordhan und dem Minister für Kooperation und traditionelle Angelegenheiten Zweli Mkhize |
| 8. Februar            | Washington, D.C. ( Vereinigte Staaten)                     | Treffen mit dem US-amerikanischen Aussenminister Mike Pompeo und dem nationalen Sicherheitsberater John R. Bolton |
| 24. und 25. März      | Kairo ( Ägypten)                                           | - Treffen mit dem ägyptischen Präsidenten Abd al-Fattah as-Sisi und Aussenminister Samih Schukri - Besuch eines Projekts zur Verbesserung der Situation von Migrantinnen und Migranten |
| 12. April             | Genua ( Italien)                                           | - Teilnahme am Dialogforum zwischen der Schweiz und Italien - Treffen mit der italienischen Ministerin für regionale Angelegenheiten und Autonomien, Erika Stefani |
| 22. und 23. April     | San José de Mayo, Nueva Helvecia und Montevideo ( Uruguay) | - Treffen mit Mitgliedern der Schweizer Gemeinschaft in Uruguay - Besuch der Basilika von San José de Mayo gemeinsam mit dem Gemeindepräsidenten von Morcote, Nicola Brivio, und Überreichung eines Unterstützungsbeitrags für die Restaurierung der Werke des aus dem Tessin stammenden Malers Martino Perlasca - Treffen mit Vize-Aussenminister Ariel Bergamino und der Präsidentin des Repräsentantenhauses, Cecilia Bottino |
| 24. April             | Santiago de Chile ( Chile)                                 | - Besuch der ältesten Schweizer Schule in Lateinamerika, dem «Colegio Suizo» - Treffen mit der chilenischen Vize-Aussenministerin Carolina Valdivia |
| 25. und 26. April     | Brasília und São Paulo ( Brasilien)                        | - Treffen mit dem brasilianischen Aussenminister Ernesto Araújo - Treffen mit Mitgliedern der schweizerisch-brasilianischen Handelskammer |
| 4. und 5. Mai         | Vatikanstadt                                               | - Audienz bei Papst Franziskus - Teilnahme an der Vereidigung der Schweizergarde |
| 16. Mai               | Bratislava ( Slowakei)                                     | Treffen mit dem slowakischen Aussenminister Miroslav Lajčák |
| 17. Mai               | Helsinki ( Finnland)                                       | - Teilnahme am Ministertreffen des Europarats - Treffen mit dem belgischen Aussenminister Didier Reynders, dem slowenischen Aussenminister Miro Cerar und der maltesischen Aussenminister Carmelo Abela |
| 18. und 19 Juni       | Moskau ( Russland)                                         | Treffen mit dem russischen Aussenminister Sergei Lawrow |
| 8. und 9. Juli        | Nikosia ( Zypern)                                          | - Besuch der UN-Pufferzone zwischen dem Norden und Süden der Insel - Treffen mit dem zyprischen Aussenminister Nikos Christodoulidis |
| 9. und 10. Juli       | Samos und Athen ( Griechenland)                            | - Besuch eines Flüchtlingslagers auf Samos - Treffen mit dem griechischen Präsidenten Prokopis Pavlopoulos und Aussenminister Nikos Dendias |
| 11. und 12. Juli      | Ankara ( Türkei)                                           | Treffen mit dem türkischen Aussenminister Mevlüt Çavuşoğlu |
| 6. August             | Maputo und Beira ( Mosambik)                               | - Teilnahme an der Unterzeichnung des Friedensabkommens zwischen der regierenden Frente de Libertação de Moçambique und der oppositionellen Resistência Nacional Moçambicana - Treffen mit Präsident Filipe Nyusi und Aussenminister José Condungua Pacheco |
| 23. und 24. September | Chicago und New York City ( Vereinigte Staaten)            | - Teilnahme an der Eröffnung des Generalkonsulats in Chicago - Teilnahme an der Generalversammlung der Vereinten Nationen |
| 10. Oktober           | Lyon ( Frankreich)                                         | Teilnahme an einer Geberkonferenz zur Bekämpfung von Aids, Malaria und Tuberkulose |
| 30. und 31. Oktober   | Monaco                                                     | Teilnahme an der Ministerkonferenz der Frankophonie |
| 14. November          | Paris ( Frankreich)                                        | Teilnahme an der Generalkonferenz der UNESCO |
| 26. November          | Berlin ( Deutschland)                                      | Teilnahme am Internet Governance Forum |

### 2020
| Datum                        | Ort                                       | Hauptgrund |
| ---------------------------- | ----------------------------------------- | --- |
| 13. Februar                  | Minsk ( Belarus)                          | - Teilnahme an der Eröffnung der Schweizer Botschaft in Minsk - Treffen mit Präsident Aljaksandr Lukaschenka und Aussenminister Uladsimir Makej |
| 20. und 21. Februar          | Wien ( Österreich)                        | - Treffen mit OSZE-Generalsekretär Thomas Greminger - Treffen mit dem Generaldirektor der Internationalen Atomenergie-Organisation, Rafael Grossi - Treffen mit dem Generaldirektor der Organisation der Vereinten Nationen für industrielle Entwicklung, Li Yong |
| 5. bis 7. September          | Isfahan und Teheran ( Iran)               | Treffen mit dem iranischen Präsidenten Hassan Rohani und Aussenminister Mohammed Dschawad Sarif |
| 25. September                | Vaduz ( Liechtenstein)                    | - Treffen mit Aussenministerin Katrin Eggenberger - Treffen mit Erbprinz Alois von und zu Liechtenstein |
| 29. September                | San Marino ( San Marino)                  | - Teilnahme an der Vereidigungszeremonie der Capitani Reggenti - Treffen mit Aussenminister Luca Beccari |
| 15. Oktober                  | Oslo ( Norwegen)                          | Treffen mit Aussenministerin Ine Marie Eriksen Søreide |
| 15. und 16. Oktober          | Kopenhagen ( Dänemark)                    | - Treffen mit Königin Margrethe II. - Treffen mit Entwicklungsminister Rasmus Prehn und Finanzminister Nicolai Wammen |
| 23. November                 | Tirana ( Albanien)                        | - Treffen mit Premierminister Edi Rama, Präsident Ilir Meta und Aussenminister Gent Cakaj - Besuch eines von der Schweiz unterstützten Projekts zur Renovierung zerstörter Häuser ausserhalb von Tirana zusammen mit Wiederaufbauminister Arben Ahmetaj           |
| 29. November                 | Jerusalem ( Israel)                       | Treffen mit dem israelischen Aussenminister Gabi Aschkenasi |
| 29. November                 | Ramallah ( Palästina)                     | Treffen mit dem palästinensischen Premierminister Mohammed Schtajjeh und Aussenminister Riyad al-Maliki |
| 30. November und 1. Dezember | Abu Dhabi ( Vereinigte Arabische Emirate) | Treffen mit Aussenminister Scheich Abdullah bin Zayid Al Nahyan |

### 2021
| Datum                 | Ort                                       | Hauptgrund |
| --------------------- | ----------------------------------------- | --- |
| 7. bis 9. Februar     | Algier ( Algerien)                        | Treffen mit Premierminister Abdelaziz Djerad und Aussenminister Sabri Boukadoum |
| 9. bis 11. Februar    | Bamako und Sikasso ( Mali)                | - Treffen mit Präsident Bah N’Daw und Aussenminister Zeyni Moulaye - Besuch des Schweizer Kontingents von MINUSMA - Besuch von der Schweiz unterstützten Projekten in Sikasso |
| 11. bis 13. Februar   | Dakar ( Senegal)                          | Treffen mit Präsident Macky Sall und Aussenministerin Aïssata Tall Sall |
| 13. Februar           | Banjul ( Gambia)                          | Treffen mit Vizepräsidentin Isatou Touray und Innenminister Yankuba Sonko |
| 3. und 4. April       | Bagdad ( Irak)                            | - Treffen mit Premierminister Mustafa Al-Kadhimi, Aussenminister Fuad Hussein und Parlamentspräsident Muhammad al-Halbusi - Treffen mit Louis Raphaël I. Sako, dem Patriarchen von Bagdad und Oberhaupt der chaldäisch-katholischen Kirche                                             |
| 5. und 6. April       | Maskat ( Oman)                            | Treffen Vizepremierminister Sayyid Fahd bin Mahmoud Al Said und Aussenminister Sayyid Badr bin Hamad bin Hamood Al Busaidi |
| 7. und 8. April       | Beirut ( Libanon)                         | - Besuch des durch eine Explosion im Jahr 2020 zerstörten Hafens von Beirut - Treffen mit Präsident Michel Aoun und Aussenminister Charbel Wehbe |
| 11. und 12. Juni      | Wien und Furth bei Göttweig ( Österreich) | - Treffen mit Bundeskanzler Sebastian Kurz und Aussenminister Alexander Schallenberg - Teilnahme am Europa-Forum Wachau |
| 17. Juni              | Paris ( Frankreich)                       | Treffen mit dem französischen Aussenminister Jean-Yves Le Drian |
| 23. Juni              | Berlin ( Deutschland)                     | Teilnahme an einer Libyen-Konferenz |
| 4. und 5. Juli        | Riga ( Lettland)                          | Treffen mit dem lettischen Staatspräsidenten Egils Levits, Aussenminister Edgars Rinkēvičs und Parlamentspräsidentin Ināra Mūrniece |
| 6. Juli               | Tallinn ( Estland)                        | - Treffen mit der estnischen Aussenministerin Eva-Maria Liimets und Parlamentspräsident Jüri Ratas - Besuch des NATO Cooperative Cyber Defence Centre of Excellence |
| 6. bis 8. Juli        | Vilnius ( Litauen)                        | - Treffen mit dem litauischen Aussenminister Gabrielius Landsbergis - Teilnahme an der Ukraine-Reformkonferenz |
| 19. und 20. Juli      | Brüssel ( Belgien)                        | Treffen mit dem Hohen Vertreter der Europäischen Union für Aussen- und Sicherheitspolitik, Josep Borrell, sowie EU-Kommissar Johannes Hahn |
| 1. bis 3. August      | Bangkok ( Thailand)                       | - Treffen mit dem thailändischen Premierminister Prayut Chan-o-cha, Aussenminister Don Pramudwinai und Gesundheitsminister Anutin Charnvirakul - Teilnahme an einer Feier zum Schweizer Nationalfeiertag - Übergabe von medizinischen Hilfsgütern zur Bekämpfung der COVID-19-Pandemie |
| 3. und 4. August      | Vientiane ( Laos)                         | - Unterzeichnung eines Abkommens zur Zusammenarbeit mit Vize-Premierminister Sonexay Siphandone - Treffen mit dem laotischen Präsidenten Thongloun Sisoulith |
| 4. bis 6. August      | Hanoi ( Vietnam)                          | Treffen mit dem vietnamesischen Premierminister Phạm Minh Chính und Aussenminister Bùi Thanh Sơn |
| 26. und 27. August    | Budapest ( Ungarn)                        | - Rede an der ungarischen Botschafterkonferenz - Treffen mit dem ungarischen Aussenminister Péter Szijjártó und Justizministerin Judit Varga |
| 18. bis 23. September | New York City ( Vereinigte Staaten)       | - Teilnahme an der Generalversammlung der Vereinten Nationen - Treffen mit UNO-Generalsekretär António Guterres |
| 27. bis 29. Oktober   | Kiew und Odessa ( Ukraine)                | Treffen mit dem ukrainischen Premierminister Denys Schmyhal und Aussenminister Dmytro Kuleba |
| 12. November          | Paris ( Frankreich)                       | Teilnahme an einer Libyen-Konferenz |
| 15. November          | Brüssel ( Belgien)                        | Treffen mit dem Vizepräsidenten der Europäischen Union, Maroš Šefčovič |
| 18. November          | Ljubljana ( Slowenien)                    | Treffen mit dem slowenischen Präsidenten Borut Pahor und Aussenminister Anže Logar |
| 19. und 20. November  | Riad ( Saudi-Arabien)                     | Treffen mit dem saudischen Aussenminister Faisal bin Farhan Al Saud |
| 21. November          | Tripolis ( Libyen)                        | Treffen mit Premierminister Abdul Hamid Dbeiba, dem Vorsitzenden des Präsidialrats Mohamed al-Menfi, und Aussenministerin Nadschla al-Mangusch |

### 2022
| Datum                 | Ort                                                      | Hauptgrund |
| --------------------- | -------------------------------------------------------- | --- |
| 13. Januar            | Wien ( Österreich)                                       | Treffen mit Bundespräsident Alexander Van der Bellen und Bundeskanzler Karl Nehammer sowie dem derzeitigen OSZE-Vorsitzenden Zbigniew Rau und OSZE-Generalsekretärin Helga Schmid                                                                             |
| 20. Januar            | Berlin ( Deutschland)                                    | Treffen mit Bundespräsident Frank-Walter Steinmeier, Bundeskanzler Olaf Scholz sowie Aussenministerin Annalena Baerbock |
| 7. bis 9. Februar     | Niamey, Agadez und Maradi ( Niger)                       | - Treffen mit Präsident Mohamed Bazoum und Premierminister Ouhoumoudou Mahamadou - Besuch eines IKRK-Zentrums für physische Rehabilitation - Besuch eines DEZA-Projekts in Maradi                                                                             |
| 21. März              | Warschau, Lublin, Dorohusk und Chełm ( Polen)            | - Treffen mit Ministerpräsident Mateusz Morawiecki - Besuch des Güterumschlagplatzes für humanitäre Hilfsgüter aus der Schweiz - Besuch einer Anlaufstelle für Flüchtlinge an der polnisch-ukrainischen Grenze sowie Treffen mit Flüchtlingen aus der Ukraine |
| 22. März              | Chișinău ( Moldau)                                       | - Treffen mit Präsidentin Maia Sandu und Ministerpräsidentin Natalia Gavrilița - Besuch eines Flüchtlingszentrums |
| 8. April              | Vaduz ( Liechtenstein)                                   | Teilnahme am Treffen der deutschsprachigen Aussenministerinnen und Aussenminister, gemeinsam mit Dominique Hasler (Liechtenstein), Jean Asselborn (Luxemburg), Alexander Schallenberg (Österreich) und Annalena Baerbock (Deutschland)                        |
| 18. bis 21. April     | Tokio, Osaka und Kyōto ( Japan)                          | - Treffen mit Premierminister Fumio Kishida - Spatenstich für den Bau des neuen Schweizer Konsulats in Osaka und Treffen mit den Organisatoren der Expo 2025 - Rede an der Universität Kyōto                                                                  |
| 28. April             | London und Windsor ( Vereinigtes Königreich)             | - Treffen mit Premierminister Boris Johnson und Aussenministerin Elizabeth Truss - Audienz bei Königin Elisabeth II. |
| 29. April             | Mailand ( Italien)                                       | Treffen mit Aussenminister Luigi Di Maio und dem Minister für technologische Innovation Vittorio Colao |
| 6. Mai                | Vatikanstadt und Rom ( Italien)                          | - Teilnahme an der Vereidigung der Schweizergardisten - Audienz bei Papst Franziskus und Treffen mit Erzbischof Paul Gallagher |
| 26. Mai               | Prag ( Tschechien)                                       | Treffen mit Präsident Miloš Zeman und Aussenminister Jan Lipavský |
| 26. Mai               | Wien ( Österreich)                                       | Treffen mit dem Generaldirektor der Internationalen Atomenergie-Organisation, Rafael Grossi |
| 8. und 9. Juni        | Washington, D.C. und New York City ( Vereinigte Staaten) | - Treffen mit Weltbank-Präsident David Malpass - Teilnahme an der Generalversammlung der Vereinten Nationen während der Abstimmung über die Wahl der Schweiz in den UNO-Sicherheitsrat                                                                        |
| 23. Juni              | Stuttgart ( Deutschland)                                 | Treffen mit dem Ministerpräsidenten von Baden-Württemberg, Winfried Kretschmann |
| 20. Juli              | Bregenz ( Österreich)                                    | Teilnahme an der Eröffnung der Bregenzer Festspiele und Treffen mit Bundespräsident Alexander Van der Bellen |
| 2. August             | New York City ( Vereinigte Staaten)                      | Teilnahme an der Überprüfungskonferenz des Atomwaffensperrvertrags |
| 12. und 13. September | Vaduz und Schaan ( Liechtenstein)                        | Teilnahme am Treffen der Staatsoberhäupter der deutschsprachigen Länder |
| 19. September         | London ( Vereinigtes Königreich)                         | Teilnahme am Staatsbegräbnis von Königin Elisabeth II. |
| 20. und 21. September | New York City ( Vereinigte Staaten)                      | Teilnahme an der 77. Generalversammlung der Vereinten Nationen |
| 6. Oktober            | Prag ( Tschechien)                                       | Teilnahme am ersten Treffen der Europäischen Politischen Gemeinschaft |
| 10. Oktober           | Straßburg ( Frankreich)                                  | Rede vor der Parlamentarischen Versammlung des Europarates |
| 20. Oktober           | Kiew, Borodjanka und Iwankiw ( Ukraine)                  | - Treffen mit Präsident Wolodymyr Selenskyj, Premierminister Denys Schmyhal und Aussenminister Dmytro Kuleba - Besuch eines Schweizer Hilfsprojekts |
| 21. Oktober           | Chișinău ( Moldau)                                       | Treffen mit Präsidentin Maia Sandu |
| 25. Oktober           | Berlin ( Deutschland)                                    | Teilnahme an der Berliner Konferenz zum Wiederaufbau der Ukraine |
| 3. November           | Bukarest ( Rumänien)                                     | Treffen mit Präsident Klaus Johannis und Premierminister Nicolae Ciucă |
| 4. November           | Athen ( Griechenland)                                    | Treffen mit Präsidentin Katerina Sakellaropoulou und Eröffnung des Trilateral Commission European Meeting |
| 5. und 6. November    | Abu Dhabi ( Vereinigte Arabische Emirate)                | - Teilnahme am Sir Bani Yas Forum - Treffen mit Aussenminister Abdullah bin Zayid Al Nahyan |
| 7. November           | Scharm asch-Schaich ( Ägypten)                           | Teilnahme an der UN-Klimakonferenz |
| 11. und 12. November  | Paris ( Frankreich)                                      | - Treffen mit Präsident Emmanuel Macron - Teilnahme am Pariser Friedensforum |
| 18. November          | Valletta ( Malta)                                        | - Treffen mit Aussenminister Ian Borg - Teilnahme an einem Gipfel zur digitalen Gouvernanz |
| 18. und 19. November  | Djerba ( Tunesien)                                       | Teilnahme am Frankophonie-Gipfel |
| 23. bis 25. November  | Brüssel, Lüttich und Löwen ( Belgien)                    | Staatsbesuch - Treffen mit König Philippe und Königin Mathilde - Treffen mit Premierminister Alexander De Croo - Besuch der St.-Pauls-Kathedrale und des Grossen Beginenhofs                                                                                  |
| 12. Dezember          | Bukarest ( Rumänien)                                     | Treffen mit Präsident Klaus Johannis und Premierminister Nicolae Ciucă |
| 13. Dezember          | Paris ( Frankreich)                                      | Teilnahme an einer Unterstützungskonferenz für die Ukraine |

### 2023
| Datum                        | Ort                                                      | Hauptgrund |
| ---------------------------- | -------------------------------------------------------- | --- |
| 12. und 13. Januar           | New York City und Washington, D.C. ( Vereinigte Staaten) | - Teilnahme an einer Debatte im UNO-Sicherheitsrat zur Rechtsstaatlichkeit - Treffen mit dem US-amerikanischen Aussenminister Antony Blinken |
| 17. bis 19. Februar          | München ( Deutschland)                                   | - Teilnahme an der Münchner Sicherheitskonferenz - Bilaterale Treffen mit dem litauischen Aussenminister, Gabrielius Landsbergis, der norwegischen Aussenministerin Anniken Huitfeldt, dem brasilianischen Aussenminister Mauro Vieira, dem palästinensischen Premierminister Mohammed Schtajjeh, sowie den Aussenministerin von Kuwait und Jemen |
| 23. und 24. Februar          | New York City ( Vereinigte Staaten)                      | - Teilnahme an einer dringlichen Sitzung der Generalversammlung der Vereinten Nationen zur Lage in der Ukraine sowie Teilnahme an einer Debatte im UNO-Sicherheitsrat - Treffen mit italienischen Aussenminister Antonio Tajani sowie weitere bilaterale Treffen |
| 10. und 11. April            | Havanna ( Kuba)                                          | Treffen mit dem kubanischen Aussenminister Bruno Rodríguez Parrilla |
| 11. und 12. April            | Washington, D.C. und Chicago ( Vereinigte Staaten)       | - Teilnahme an der Frühjahrstagung des Internationalen Währungsfonds und der Weltbank - Bilaterale Treffen mit dem ukrainischen Premierminister Denys Schmyhal - Besuch des Generalkonsulats in Chicago |
| 19. April                    | Vatikanstadt                                             | - Einweihung des neuen Sitzes der Schweizer Botschaft beim Heiligen Stuhl - Treffen mit Staatssekretär Pietro Parolin und Erzbischof Paul Gallagher |
| 20. und 21. April            | Rom ( Italien)                                           | - Treffen mit Aussenminister Antonio Tajani sowie dem Minister für Wirtschaft und Finanzen, Giancarlo Giorgetti |
| 27. April                    | Salzburg ( Österreich)                                   | Teilnahme am Treffen der Aussenministerinnen und Aussenminister der deutschsprachigen Länder mit Alexander Schallenberg (Österreich), Annalena Baerbock (Deutschland), Jean Asselborn (Luxemburg) und Dominique Hasler (Liechtenstein) |
| 3. und 4. Mai                | New York City ( Vereinigte Staaten)                      | - Leitung von Debatten im UNO-Sicherheitsrat - Treffen mit dem nordmazedonischen Aussenminister Bujar Osmani |
| 18. bis 21. Mai              | Lissabon ( Portugal)                                     | Teilnahme an der Bilderberg-Konferenz |
| 30. Mai                      | New York City ( Vereinigte Staaten)                      | Leitung einer Debatte im UNO-Sicherheitsrat zum Schutz des Kernkraftwerks Saporischschja |
| 5. Juni                      | Madrid ( Spanien)                                        | Treffen mit dem spanischen Aussenminister José Manuel Albares |
| 21. und 22. Juni             | London ( Vereinigtes Königreich)                         | Teilnahme an der Ukraine Recovery Conference |
| 22. und 23. Juni             | Rabat ( Marokko)                                         | Treffen mit dem marokkanischen Aussenminister Nasser Bourita |
| 3. bis 5. Juli               | Almaty und Astana ( Kasachstan)                          | - Treffen mit dem kasachischen Präsidenten Qassym-Schomart Toqajew und Aussenminister Murat Nurtileu - Besuch des Schweizer Honorarkonsulats in Almaty |
| 6. und 7. Juli               | Samarqand und Taschkent ( Usbekistan)                    | - Treffen mit dem usbekischen Aussenminister Baxtiyor Saidov und dem Minister für Wasserressourcen Shavkat Hamroyev - Besuch der Ella-Maillart-Ausstellung im Art Station Museum in der Silk Road University - Besuch der Schweizer Botschaft |
| 8. und 9. Juli               | Karatschi und Islamabad ( Pakistan)                      | - Treffen mit dem pakistanischen Premierminister Shehbaz Sharif - Besuch einer Produktionsstätte des Schweizer Chemieunternehmens Archroma in Karatschi - Besuch der Schweizer Botschaft |
| 16. und 17. Juli             | Grafenegg ( Österreich)                                  | Besuch des Grafenegg Festivals |
| 18. Juli                     | Brüssel ( Belgien)                                       | Treffen mit dem Vizepräsidenten der Europäischen Kommission Maroš Šefčovič |
| 1. bis 3. August             | Jakarta und Yogyakarta ( Indonesien)                     | - Teilnahme an einer 1.-August-Feier mit Auslandschweizern in Jakarta - Treffen mit der indonesischen Aussenministerin Retno Marsudi - Treffen mit ASEAN-Generalsekretär Kao Kim Hourn |
| 3. bis 5. August             | Singapur                                                 | - Treffen mit dem Aussenminister Singapurs, Vivian Balakrishnan - Besuch des ETH-Centers, des EHL-Campus und des National Quantum Office - Teilnahme an einer 1.-August-Feier |
| 6. bis 8. August             | Canberra und Sydney ( Australien)                        | - Treffen mit der australischen Aussenministerin Penny Wong - Treffen mit Vertretern von pazifischen Inselstaaten - Teilnahme an einer 1.-August-Feier |
| 8. und 9. August             | Wellington ( Neuseeland)                                 | - Treffen mit der neuseeländischen Aussenministerin Nanaia Mahuta - Treffen mit der Aussenministerin von Niue, Mona Ainu’u - Teilnahme an einer 1.-August-Feier |
| 28. August                   | Ljubljana und Bled ( Slowenien)                          | - Unterzeichnung eines Abkommens über die Umsetzung des zweiten Schweizer Beitrags mit dem Minister für Kohäsion und regionale Entwicklung, Aleksander Jevšek - Teilnahme am Bled Strategic Forum - Gespräch mit der slowenischen Aussenministerin Tanja Fajon |
| 18. September                | Ottawa ( Kanada)                                         | Treffen mit der kanadischen Aussenministerin Mélanie Joly |
| 18. bis 20. September        | New York City ( Vereinigte Staaten)                      | - Teilnahme an der Generalversammlung der Vereinten Nationen - Treffen mit Rafael Grossi, dem Generaldirektor der Internationalen Atomenergie-Organisation - Treffen mit dem türkischen Aussenminister Hakan Fidan, dem griechischen Aussenminister Giorgos Gerapetritis, dem estnischen Aussenminister Margus Tsahkna, dem iranischen Aussenminister Hossein Amir-Abdollahian, dem armenischen Aussenminister Ararat Mirsojan sowie dem aserbaidschanischen Aussenminister Jeyhun Bayramov |
| 11. und 12. Oktober          | Zagreb ( Kroatien)                                       | - Teilnahme an einer Geberkonferenz zur humanitären Minenräumung in der Ukraine - Treffen mit der stellvertretenden ukrainischen Ministerpräsidentin Julija Swyrydenko - Treffen mit dem kroatischen Premierminister Andrej Plenković |
| 16. und 17. Oktober          | Chișinău ( Moldau)                                       | Teilnahme an der Moldova Support Platform |
| 3. November                  | Accra ( Ghana)                                           | - Treffen mit dem ghanaischen Präsidenten Nana Akufo-Addo sowie Aussenministerin Shirley Ayorkor Botchwey - Besuch einer lokalen Schokoladenmanufaktur, die von der Schweiz unterstützt wird |
| 4. und 5. November           | Yaoundé ( Kamerun)                                       | - Teilnahme an der Ministerkonferenz der Internationalen Organisation der Frankophonie - Verschiedene bilaterale Treffen |
| 29. November bis 1. Dezember | Skopje ( Nordmazedonien)                                 | Teilnahme am 30. Ministerrat der Organisation für Sicherheit und Zusammenarbeit in Europa |

### 2024
| Datum                 | Ort                                       | Hauptgrund |
| --------------------- | ----------------------------------------- | --- |
| 23. Januar            | New York City ( Vereinigte Staaten)       | - Teilnahme an einer offenen Debatte im UNO-Sicherheitsrat zur Lage im Nahen Osten - Treffen mit dem russischen Aussenminister Sergei Lawrow, dem algerischen Aussenminister Ahmed Attaf, dem libanesischen Aussenminister Abdallah Bou Habib und dem jordanischen Aussenminister Ayman Safadi |
| 5. Februar            | Neu-Delhi ( Indien)                       | Treffen mit dem indischen Aussenminister Subrahmanyam Jaishankar |
| 6. und 7. Februar     | Seoul ( Südkorea)                         | Treffen mit dem südkoreanischen Aussenminister Cho Tae-yul |
| 7. Februar            | Peking ( Volksrepublik China)             | Treffen mit dem chinesischen Aussenminister Wang Yi |
| 8. Februar            | Manila ( Philippinen)                     | Treffen mit dem philippinischen Aussenminister Enrique Manalo |
| 19. Februar           | Mailand ( Italien)                        | Besuch der vierten internationalen Woche der rätoromanischen Sprache |
| 22. und 23. Februar   | New York City ( Vereinigte Staaten)       | - Teilnahme an Debatten im UNO-Sicherheitsrat und in der UNO-Generalversammlung zur Lage in der Ukraine - Treffen mit dem ukrainischen Aussenminister Dmytro Kuleba und der slowenischen Aussenministerin Tanja Fajon |
| 1. bis 3. März        | Antalya ( Türkei)                         | - Teilnahme am Antalya Diplomacy Forum - Treffen mit dem moldauischen Aussenminister Mihail Popșoi, dem kirgisischen Aussenminister Dscheenbek Kulubajew, dem türkischen Aussenminister Hakan Fidan und dem bangladeschischen Aussenminister Hasan Mahmud |
| 17. bis 19. März      | Addis Abeba ( Äthiopien)                  | - Treffen mit der äthiopischen Präsidentin Sahle-Work Zewde und Aussenminister Taye Atskeselassie - Treffen mit dem Vorsitzenden der Kommission der Afrikanischen Union, Moussa Faki |
| 19. und 20. März      | Dschibuti ( Dschibuti)                    | Treffen mit Präsident Ismaïl Omar Guelleh und Aussenminister Mahamud Ali Jussuf |
| 20. bis 22. März      | Nairobi ( Kenia)                          | Treffen mit Präsident William Ruto und Aussenminister Musalia Mudavadi |
| 12. April             | Dubrovnik ( Kroatien)                     | Treffen mit dem kroatischen Aussenminister Gordan Grlić Radman |
| 28. und 29. April     | Riad ( Saudi-Arabien)                     | - Teilnahme am Sondertreffen des Weltwirtschaftsforums - Treffen mit dem saudischen Aussenminister Prinz Faisal bin Farhan Al Saud |
| 16. und 17. Mai       | Strassburg ( Frankreich)                  | Teilnahme am Ministertreffen des Europarats |
| 22. Mai               | Budapest ( Ungarn)                        | - Treffen mit dem ungarischen Aussenminister Péter Szijjártó und Europaminister János Bóka - Höflichkeitsbesuch bei Präsident Tamás Sulyok |
| 23. Mai               | Podgorica ( Montenegro)                   | - Treffen mit Aussenminister Filip Ivanović - Höflichkeitsbesuche bei Präsident Jakov Milatović und Premierminister Milojko Spajić |
| 24. Mai               | Belgrad ( Serbien)                        | Treffen mit dem serbischen Vize-Premierminister und Finanzminister Siniša Mali |
| 10. und 11. Juni      | Berlin ( Deutschland)                     | - Teilnahme an der dritten Ukraine Recovery Conference - Treffen mit dem ukrainischen Aussenminister Dmytro Kuleba |
| 1. und 2. Juli        | Duschanbe ( Tadschikistan)                | - Teilnahme an einem Treffen der Schweizer Stimmrechtsgruppe in den Bretton-Woods-Institutionen - Treffen mit dem tadschikischen Präsidenten Emomalij Rahmon und dem tadschikischen Aussenminister Sirodschiddin Muhriddin |
| 3. Juli               | Tscholpon-Ata und Bischkek ( Kirgisistan) | - Treffen mit dem kirgisischen Präsidenten Sadyr Dschaparow und Aussenminister Dscheenbek Kulubajew - Besuch der Schweizer Botschaft |
| 11. Juli              | Brasília ( Brasilien)                     | Treffen mit dem brasilianischen Aussenminister Mauro Vieira |
| 12. bis 14. Juli      | Lima ( Peru)                              | - Treffen mit dem peruanischen Aussenminister Javier González-Olaechea - Besuch einer Schweizer Schule - Teilnahme an einer 1.-August-Feier |
| 15. und 16. Juli      | San José ( Costa Rica)                    | - Treffen mit dem brasilianischen Aussenminister Arnoldo André Tinoco - Teilnahme an einer 1.-August-Feier |
| 16. Juli              | New York City ( Vereinigte Staaten)       | - Teilnahme an einer Debatte im Sicherheitsrat der Vereinten Nationen - Treffen mit dem russischen Aussenminister Sergei Lawrow |
| 30. und 31. Juli      | Paris ( Frankreich)                       | Besuch der Olympischen Sommerspiele |
| 22. bis 25. September | New York City ( Vereinigte Staaten)       | - Teilnahme an der Generalversammlung der Vereinten Nationen - Bilaterale Treffen u. a. mit der kosovarischen Aussenministerin Donika Gërvalla-Schwarz, dem ruandischen Aussenminister Olivier Nduhungirehe, dem chinesischen Aussenminister Wang Yi, dem iranischen Aussenminister Abbas Araghtschi, dem ukrainischen Aussenminister Andrij Sybiha sowie dem indischen Aussenminister Subrahmanyam Jaishankar                                                                                                 |
| 14. Oktober           | Luxemburg ( Luxemburg)                    | Teilnahme am Treffen der Aussenministerinnen und Aussenminister der deutschsprachigen Länder |
| 21. Oktober           | New York City ( Vereinigte Staaten)       | Leitung einer Debatte im UNO-Sicherheitsrat |
| 29. Oktober           | New York City ( Vereinigte Staaten)       | - Leitung einer Sitzung im UNO-Sicherheitsrat zum Nahen Osten - Bilaterales Treffen mit dem brasilianischen Aussenminister Mauro Vieira |
| 30. Oktober           | Montreal ( Kanada)                        | - Teilnahme an einer Konferenz über humanitäre Aspekte für einen gerechten und dauerhaften Frieden in der Ukraine - Bilaterale Treffen mit der kanadischen Aussenministerin Mélanie Joly, dem ukrainischen Aussenminister Andrij Sybiha und dem norwegischen Aussenminister Espen Barth Eide |
| 18. November          | New York City ( Vereinigte Staaten)       | - Teilnahme an Sitzungen des UNO-Sicherheitsrats zur Lage im Nahen Osten und in der Ukraine - Bilaterales Treffen mit dem britischen Aussenminister David Lammy und dem ukrainischen Aussenminister Andrij Sybiha |
| 28. und 29. November  | Rom ( Italien)                            | - Eröffnung des siebten Dialogforums zwischen der Schweiz und Italien - Treffen mit dem italienischen Aussenminister Antonio Tajani sowie dem Minister für Wirtschaft und Finanzen, Giancarlo Giorgetti - Teilnahme an der Konferenz der Gemeinschaft Sant’Egidio gegen die Todesstrafe - Treffen mit dem Generaldirektor der Ernährungs- und Landwirtschaftsorganisation der Vereinten Nationen, Qu Dongyu, sowie dem Präsidenten des Internationalen Fonds für landwirtschaftliche Entwicklung, Alvaro Lario |
| 16. Dezember          | Rom ( Italien)                            | - Teilnahme an der jährlichen Konferenz der italienischen Botschafterinnen und Botschafter - Treffen mit dem italienischen Aussenminister Antonio Tajani |

### 2025
| Datum               | Ort                                           | Hauptgrund |
| ------------------- | --------------------------------------------- | --- |
| 3. Februar          | Asunción ( Paraguay)                          | Treffen mit dem paraguayischen Aussenminister Rubén Ramírez Lezcano |
| 4. und 5. Februar   | La Paz ( Bolivien)                            | - Treffen mit dem bolivianischen Präsidenten Luis Arce und Aussenministerin Celinda Sosa Lunda - Besuch der Schweizer Botschaft |
| 6. und 7. Februar   | Nova Friburgo und Rio de Janeiro ( Brasilien) | - Treffen mit Nachkommen von Schweizer Auswanderinnen und Auswanderern in Nova Friburgo - Eröffnung einer Ausstellung über Emil Goeldi - Treffen mit dem brasilianischen Aussenminister Mauro Vieira |
| 19. bis 21. Februar | Bukarest und Constanța ( Rumänien)            | - Treffen mit dem rumänischen Ministerpräsidenten Marcel Ciolacu und Aussenminister Emil Hurezeanu sowie weiteren Ministern - Besuch des Muzeul Național al Satului „Dimitrie Gusti” für einen Kulturanlass im Rahmen der internationalen Woche der rätoromanischen Sprache - Teilnahme an einem Rundtischgespräch zur Bedeutung der sprachlichen Minderheiten |
| 10. bis 13. April   | Istanbul, Ankara und Antalya ( Türkei)        | - Teilnahme am Antalya Diplomacy Forum - Besuch des Schweizer Generalkonsulats in Istanbul - Besuch des Anıtkabir - Treffen mit dem türkischen Aussenminister Hakan Fidan und der Ministerin für Arbeit, Soziales und Familie Mahinur Özdemir Göktaş |
| 22. und 23. April   | Osaka und Tokio ( Japan)                      | - Besuch des Schweizer Pavillons an der Expo 2025 - Treffen mit dem japanischen Aussenminister Takeshi Iwaya - Besuch des Elektronikkonzerns NEC Corporation |
| 24. und 25. April   | Peking und Shanghai ( Volksrepublik China)    | - Treffen mit dem chinesischen Aussenminister Wang Yi - Besuch des Schweizer Pavillons an der Industriemesse «China International Machine Tool Show» (CIMT) - Besuch des Schweizer Unternehmens Schindler in Shanghai |
| 9. Mai              | Venedig ( Italien)                            | - Unterzeichnung einer Vereinbarung für die künftige Nutzung des Palazzo Malipiero Trevisan, gemeinsam mit Bundesrätin Elisabeth Baume-Schneider - Besuch der Architekturbiennale |
| 29. und 30. Mai     | Hongkong                                      | - Teilnahme an einem neuen Forum für Mediation - Treffen mit dem chinesischen Aussenminister Wang Yi und dem Regierungschef von Hongkong, John Lee Ka-chiu |
| 24. Juni            | Brüssel ( Belgien)                            | Treffen mit EU-Kommissar Maroš Šefčovič |
| 7. Juli             | Kathmandu ( Nepal)                            | - Treffen mit dem nepalesischen Premierminister Khadga Prasad Oli und Innenminister Ramesh Lekhak - Besuch der Schweizer Botschaft |
| 8. und 9. Juli      | Thimphu ( Bhutan)                             | - Treffen mit Premierminister Tshering Tobgay und Aussenminister D. N. Dhungyel - Audienz bei König Jigme Khesar Namgyel Wangchuck |
| 10. und 11. Juli    | Kuala Lumpur ( Malaysia)                      | - Teilnahme am Treffen der ASEAN-Aussenminister - Bilaterale Gespräche mit den Aussenministern von Malaysia (Mohamad Hasan), Singapur (Vivian Balakrishnan) und Vietnam (Bùi Thanh Sơn) - Besuch der Schweizer Botschaft |